# Ingvar Dahlbacka
Ingvar Dahlbacka, född 17 december 1953 i Terjärv,, är en finländsk professor och präst.

## Biografi
Dahlbacka blev student 1974 vid Gamlakarleby svenska samlyceum, teologie kandidat 1977 och licentiat 1981 vid Åbo Akademi. Han disputerade för doktorsgraden 1987 med en avhandling om den evangeliska rörelsen i Österbotten och blev filosofie licentiat 1992.
Han prästvigdes 1977 och avlade pastoralexamen 1982 med vitsordet laudatur. Han tjänstgjorde som tillförordnad kyrkoherde i Ingå 1977, Snappertuna 1977 och Pojo svenska församling 1978-79.
Han var assistent i kyrkohistoria vid Åbo Akademi 1979–1995, forskningsledare i kyrkohistoria där 1995–1996, docent 1988–1996 och tillförordnad professor 1988–1989 och 1996–1997. Han utnämndes till ordinarie professor i kyrkohistoria 1997. Han har varit medlem av fakultetsrådet vid teologiska fakulteten vid Åbo Akademi 1982–1989 och från 1997. Han har också varit institutionsföreståndare för Institutionen för kyrkohistoria och praktisk teologi 1995 och 1997–2001. Åren 1997–1999 har han vidare varit ordförande i Historiska samfundet i Åbo och prodekanus för Teologiska fakulteten 1997–1998 samt dekanus 1998–2009.
Dahlbacka har sedan 1993 varit styrelseledamot av Svenska Lutherska Evangeliföreningen, dess viceordförande 1995–2000 och från 2000 dess ordförande.
Han är sedan 1976 gift med Mary Dahlbacka, född Skogman, som är lektorsvigd och varit sjukhusteolog och amanuens. De har tre barn.

## Utmärkelser
- Riddartecknet av I klass av Finlands Vita Ros’ orden[2]

[Redigera Wikidata]